# Mišeronskij
Mišeronskij (in russo Мишеронский?) è una cittadina della Russia europea centrale, situata nell'oblast' di Mosca. Apparteneva amministrativamente allo Šaturskij rajon.
Sorge nell'estrema parte nordorientale dell'oblast', nella pianura della Meščëra, vicino al confine con l'oblast' di Ivanovo. 